# Rosa 'Rose de Resht'
Rosa 'Rose de Resht' — сорт Старых садовых роз (англ. Old Garden Rose) класса Портландские розы (англ. Portland).
Синоним: 'Rose de Rescht'.
Название сорта происходит от названия иранского города Решт.
Один из лучших сортов исторических роз. С продолжительным цветением и сильным ароматом.

## Происхождение
Происхождение неизвестно. Повторно ввезена французской владелицей питомника роз Нэнси Линдси (Nancy Lindsay) из Ирана в 1950 году, но была известна в Европе до 1880 года.
Линдси сообщила, что нашла эту розу около города Решт в Персии, но правдивость этого сообщения подвергается сомнению. Это очевидно не персидская роза – вероятнее всего, она имеет французские корни.
Эллен Уилмотт (англ. Ellen Wilmott's), в книге The Genus Rosa, опубликованной в 1912 году, на странице 39 упоминает розу персов 'Gul e Reschti', или Rose de Rescht. Хотя запись ошибочно помещена в раздел, посвященный Rosa moschata.

## Биологическое описание
Высота куста 90—120 см, ширина около 75 см.
Листва тёмно-зелёная, блестящая.
У 'Rose de Rescht' типичная форма роста портлендской розы, на цветоносных стеблях она выпускает множество коротких веточек, образуя плотный куст. Сорт цветет с приблизительно шестинедельными интервалами между волнами цветения, если обрезать отцветшие цветки, либо ежегодно обновлять куст низкой обрезкой.
Цветки раскрываются из шаровидных бутонов, махровые, пурпурно-красные.
Лепестков более 41.
Некоторые цветоводы сообщают о непрерывном цветении этого сорта, другие о повторном.
Аромат сильный.

## В культуре
Зоны морозостойкости (USDA-зоны): от 4b (−28.9 °C… −31.7 °C) до 9b (−1.1 °C… −3.9 °C).
Сорт может выращиваться в полутени.
Шведское общество любителей роз (Swedish Rose Society) рекомендует этот сорт для севера Швеции..
Сильной обрезки не требуется, рекомендуется вырезать старые непродуктивные ветви.
Устойчивость к болезням средняя.

## Награды
- Victorian (ARS). ARS Fall National Show, 2001
- Victorian (ARS). California Coastal Rose Society Rose Show, 2001
- Victorian (ARS). Central Florida Rose Society Show, 2001
- Victorian (ARS). Chesapeake & Delaware Rose Society Show, 2001
- Victorian (ARS). Del-Chester Rose Society Show, 2001
- Victorian (ARS). Del-Chester Rose Society Show, 2001
- Victorian (ARS). Forest City Rose Society Show, 2001
- Victorian (ARS). Gateway Rose Society Show, 2001
- Victorian (ARS). Glendale Rose Society Show, 2001
- Victorian (ARS). Greater Harrisburg Rose Society Show, 2001
- Victorian (ARS). Huntington Rose Society Show, 2001
- Victorian (ARS). Illinois/Indiana District Show, 2001
- Victorian (ARS). Lake Superior Rose Society Show, 2001
- Victorian (ARS). Lewis County Rose Society Show, 2001
- Victorian (ARS). Lodi-Woodbridge Rose Society Show, 2001
- Victorian (ARS). Long Island Rose Society Show, 2001
- Victorian (ARS). Nashville Rose Society Show, 2001
- Victorian (ARS). Northeastern Illinois Rose Society Show, 2001
- Victorian (ARS). Portland Rose Society Show, 2001
- Victorian (ARS). Southern Tier Rose Society Show, 2001
- Victorian (ARS). Temecula Valley Rose Society Show, 2001
- Victorian (ARS). Topeka Rose Society Show, 2001
- Victorian (ARS). Valley Rose Society Show, 2001
- Genesis. San Francisco Rose Society Show, 2000
- Victorian (ARS). Austin Rose Society Show, 2000
- Victorian (ARS). California Coastal Rose Society Rose Show, 2000
- Victorian (ARS). Contra Costa Rose Society Show, 2000
- Victorian (ARS). Dallas Rose Society Show, 2000
- Victorian (ARS). East Bay Rose Society Show, 2000
- Victorian (ARS). Fair Friends of the Rose Show, 2000
- Victorian (ARS). Greater Rochester Rose Society Show, 2000
- Victorian (ARS). Lower Cape Rose Society Show, 2000
- Victorian (ARS). Minnesota Rose Society Show, 2000
- Victorian (ARS). Nashville Rose Society Show, 2000
- Victorian (ARS). Olympia Rose Society Show and Pacific Northwest District Show, 2000
- Victorian (ARS). Portland Rose Society Show, 2000
- Victorian (ARS). Rhode Island Rose Society Show, 2000
- Victorian (ARS). San Antonio Rose Society Show, 2000
- Victorian (ARS). Topeka Rose Society Show, 2000
- Victorian (ARS). Twin Cities Rose Club Show, 2000
- Victorian (ARS). Albuquerque Rose Society Show, 1999
- Victorian (ARS). Austin Rose Society Show, 1999
- Victorian (ARS). Colonial/Penn-Jersey Joint District Show, 1999
- Victorian (ARS). Cleveland & Northeastern Ohio Rose Society Show, 1999
- Victorian (ARS). Contra Costa Rose Society Show, 1999
- Victorian (ARS). Corpus Christi Rose Society Show, 1999
- Victorian (ARS). Denver Rose Society Show, 1999
- Victorian (ARS). Forest City Rose Society Show, 1999
- Victorian (ARS). Greensboro Rose Society Show, 1999
- Victorian (ARS). Huntsville Twickenham Rose Society Show, 1999
- Victorian (ARS). Lodi-Woodbridge Rose Society Show, 1999
- Victorian (ARS). Milwaukee Rose Society Show, 1999
- Victorian (ARS). Milwaukie Rose Society Show, 1999
- Victorian (ARS). Northeastern Illinois Rose Society Show, 1999
- Victorian (ARS). Redwood Empire Rose Society Show, 1999
- Victorian (ARS). Roanoke Rose Society Show, 1999
- Victorian (ARS). San Antonio Rose Society Show, 1999
- Victorian (ARS). San Diego Rose Society Show, 1999
- Victorian (ARS). Seattle Rose Society Show, 1999
- Victorian (ARS). West Pasco Rose Society Show, 1999
- Victorian (ARS). Baton Rouge Rose Society Show, 1998
- Victorian (ARS). Patrick Henry Rose Society Show, 1998
- Victorian (ARS). Tidewater Rose Society Show, 1998
- Victorian (ARS). West Pasco Rose Society Show, 1998
- Award of Garden Merit, Королевское садоводческое общество, 1993[7]